# Helen Escobedo

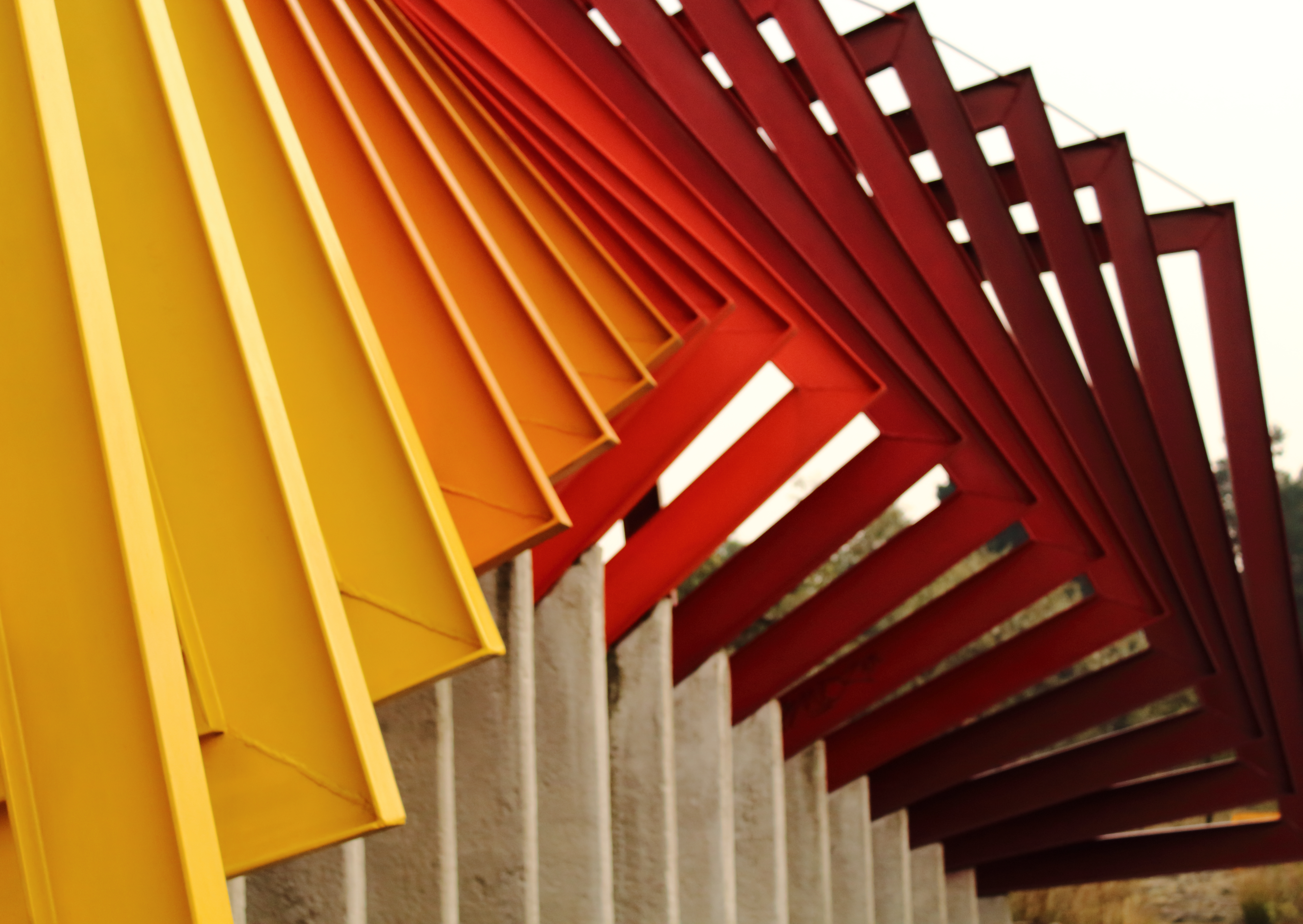
Coatl von Helen Escobedo

Helen „Elena“ Escobedo (* 28. Juli 1934 in Mexiko-Stadt; † 16. September 2010 ebenda) war eine mexikanische Bildhauerin und Installationskünstlerin.

## Biografie
Escobedos Vater war Mexikaner, ihre Mutter Engländerin. Sie selbst studierte zunächst in ihrer Heimatstadt Bildhauerei von 1950 bis 1951 am Mexico City College (heute: Universidad de las Américas), unter anderem bei Germán Cueto, und im Anschluss bis 1954 als Stipendiatin am Royal College of Art in London bis zum Masterabschluss. Die Arbeiten der international agierenden Künstlerin sind überwiegend von monumentaler Größe. Escobedo verwendet industrielle und natürliche Materialien. Insgesamt fertigte sie 30 Skulpturen im öffentlichen Raum, unter anderem neben Mexiko auch in Kanada, den Vereinigten Staaten, in Kuba, England, Neuseeland und Israel. Neben ihrem Studio in Mexiko hat sie auch eines in Berlin, vormals in Hamburg.
Von 1958 bis 1962 leitete sie das Museum der Universidad Nacional Autónoma de México (UNAM), von 1981 bis 1982 war sie Technische Direktorin des Museo Nacional de Arte und von 1982 bis 1984 Direktorin des Museo de Arte Moderno in Mexiko-Stadt. Von 1985 bis 1989 arbeitete sie als Kuratorin des UNAM-Museums für den Bereich der internationalen Ausstellungen.
1987 wurde sie assoziierendes Mitglied der Académie royale des Sciences, des Lettres et des Beaux-Arts de Belgique und erhielt 1991 ein Guggenheim-Stipendium.

## Ausstellungen
Escobedo stellte ihre Arbeiten in 35 Einzelausstellungen und bei mehr als 100 Gruppenausstellungen im In- und Ausland aus.

## Bekannte Werke (Auswahl)
- „Signals“ im Waitematā Harbour, Neuseeland (1971)
- „Doors to the Wind“ im Anillo Periférico (1968)